# Ораны (Зареченское сельское поселение)
Ораны — деревня в Максатихинском районе Тверской области. Входит в состав Зареченского сельского поселения.

## География
Находится в северо-восточной части Тверской области на расстоянии приблизительно 7 км по прямой на юг от районного центра поселка Максатиха.

## История
Показана как поселение Орано с 10 дворами только на карте 1941 года.

## Население
Численность населения: 12 человек (русские 92 %) в 2002 году, 0 в 2010.